# Poise
A poise (jele P) a dinamikai viszkozitás mértékegysége a cgs rendszerben. Nevét Jean Léonard Marie Poiseuille-ról kapta.
{\displaystyle 1~{\text{P}}=0,\!1~{\text{kg}}{\cdot }{\text{m}}^{-1}{\cdot }{\text{s}}^{-1}=1~{\text{g}}{\cdot }{\text{cm}}^{-1}{\cdot }{\text{s}}^{-1}=1~{\text{dyn}}{\cdot }{\text{s}}{\cdot }{\text{cm}}^{-2}.}
SI-mértékegységrendszerbeli megfelelője a Pascal·másodperc (Pa⋅s):
{\displaystyle 1~{\text{Pa}}{\cdot }{\text{s}}=1~{\text{N}}{\cdot }{\text{s}}{\cdot }{\text{m}}^{-2}=1~{\text{kg}}{\cdot }{\text{m}}^{-1}{\cdot }{\text{s}}^{-1}=10~{\text{P}}.}
A poise-t többnyire a centi- prefixummal használják, mivel a víz viszkozitása 20 °C-on csaknem pontosan 1 centipoise. A centipoise a poise század része, SI egységben egy millipascal·másodperc (1 cP = 10−3 Pa⋅s = 1 mPa⋅s).
A centipoise jele a cgs rendszerben cP, de néha előfordul a cps, cp vagy cPs alak is.
A folyékony víz viszkozitása 25 °C hőmérsékleten és 1 atmoszféra nyomáson 0,00890 P (0,00890 P = 0,890 cP = 0,890 mPa⋅s).

## Fordítás
Ez a szócikk részben vagy egészben  a   Poise (unit) című angol Wikipédia-szócikk ezen változatának fordításán alapul.  Az eredeti cikk szerkesztőit annak laptörténete sorolja fel. Ez a jelzés csupán a megfogalmazás eredetét és a szerzői jogokat jelzi, nem szolgál a cikkben szereplő információk forrásmegjelöléseként.